# Vān-e Pā'īn
Vān-e Pā'īn (persiska: وان پائین, Vān-e Soflá, وانِ سُفلَى, Vān-e Pā’īn) är en ort i Iran.   Den ligger i provinsen Ardabil, i den nordvästra delen av landet, 500 km nordväst om huvudstaden Teheran. Vān-e Pā'īn ligger 778 meter över havet och antalet invånare är 352.
Terrängen runt Vān-e Pā'īn är kuperad. Runt Vān-e Pā'īn är det ganska tätbefolkat, med 70 invånare per kvadratkilometer. Närmaste större samhälle är Germī, 18,8 km väster om Vān-e Pā'īn. Trakten runt Vān-e Pā'īn består till största delen av jordbruksmark.